# روبرت دينيسون
روبرت دينيسون (بالإنجليزية: Robert Dennison)‏ هو ضابط أمريكي، ولد في 13 أبريل 1901 في وارن في الولايات المتحدة، وتوفي في 14 مارس 1980 في بيثيسدا في الولايات المتحدة.

## روابط خارجية
- روبرت دينيسون على موقع مونزينجر (الألمانية)